# 比揮発度
比揮発度（ひきはつど、英: Relative volatility）は、化学物質の液体混合物中の成分の蒸気圧を比較する尺度である。この量は、大規模な工業用蒸留プロセスの設計に広く使用されている。事実上、これは、蒸留を使用して、混合物中のより揮発性の高い成分をより揮発性の低い成分から分離することの容易さまたは困難さを示す。慣例により、比揮発度は通常{\displaystyle \alpha }と表記される。
比揮発度は、あらゆる種類の蒸留プロセス、および一連の理論段数で気相と液相の接触を伴うその他の分離または吸収プロセスの設計で使用される。
また、比揮発度は、互いに化学反応する成分を含む分離または吸収プロセス（水酸化ナトリウム水溶液中への二酸化炭素ガスの吸収）では使用されない。

## 定義
所定の温度および圧力における2つの成分の液体混合物（二成分混合物と呼ばれる）の場合、比揮発度は次のように定義される。
{\displaystyle \alpha ={\frac {(y_{i}/x_{i})}{(y_{j}/x_{j})}}=K_{i}/K_{j}}
| ここで、                |                                                                                                  |
| {\displaystyle \alpha } | = より揮発性の高い成分{\displaystyle i}の、より揮発性の低い成分{\displaystyle j}に対する比揮発度 |
| {\displaystyle y_{i}}   | = 気相における成分{\displaystyle i}の気液平衡モル分率                                            |
| {\displaystyle x_{i}}   | = 液相における成分{\displaystyle i}の気液平衡モル分率                                            |
| {\displaystyle y_{j}}   | = 気相における成分{\displaystyle j}の気液平衡濃度                                                |
| {\displaystyle x_{j}}   | = 液相における成分{\displaystyle j}の気液平衡濃度                                                |
| {\displaystyle (y/x)}   | = 成分のヘンリーの法則定数（K値または気液分配比とも呼ばれる）                                    |

液体濃度が等しい場合、より揮発性の高い成分は、より揮発性の低い成分よりも高い蒸気圧を持つ。したがって、より揮発性の高い成分の{\displaystyle K}値（= {\displaystyle y/x}）は、より揮発性の低い成分の{\displaystyle K}値よりも大きくなる。つまり、{\displaystyle \alpha } ≥ 1である。これは、より揮発性の高い成分のより大きな{\displaystyle K}値が分子にあり、より揮発性の低い成分のより小さな{\displaystyle K}が分母にあるためである。
{\displaystyle \alpha }は無次元量である。両方の主要成分の揮発度が等しい場合、{\displaystyle \alpha } = 1であり、与えられた条件下では、液相と気相の組成が同じであるため（共沸混合物）、蒸留による2つの分離は不可能である。{\displaystyle \alpha }の値が1より大きくなると、蒸留による分離は次第に容易になる。

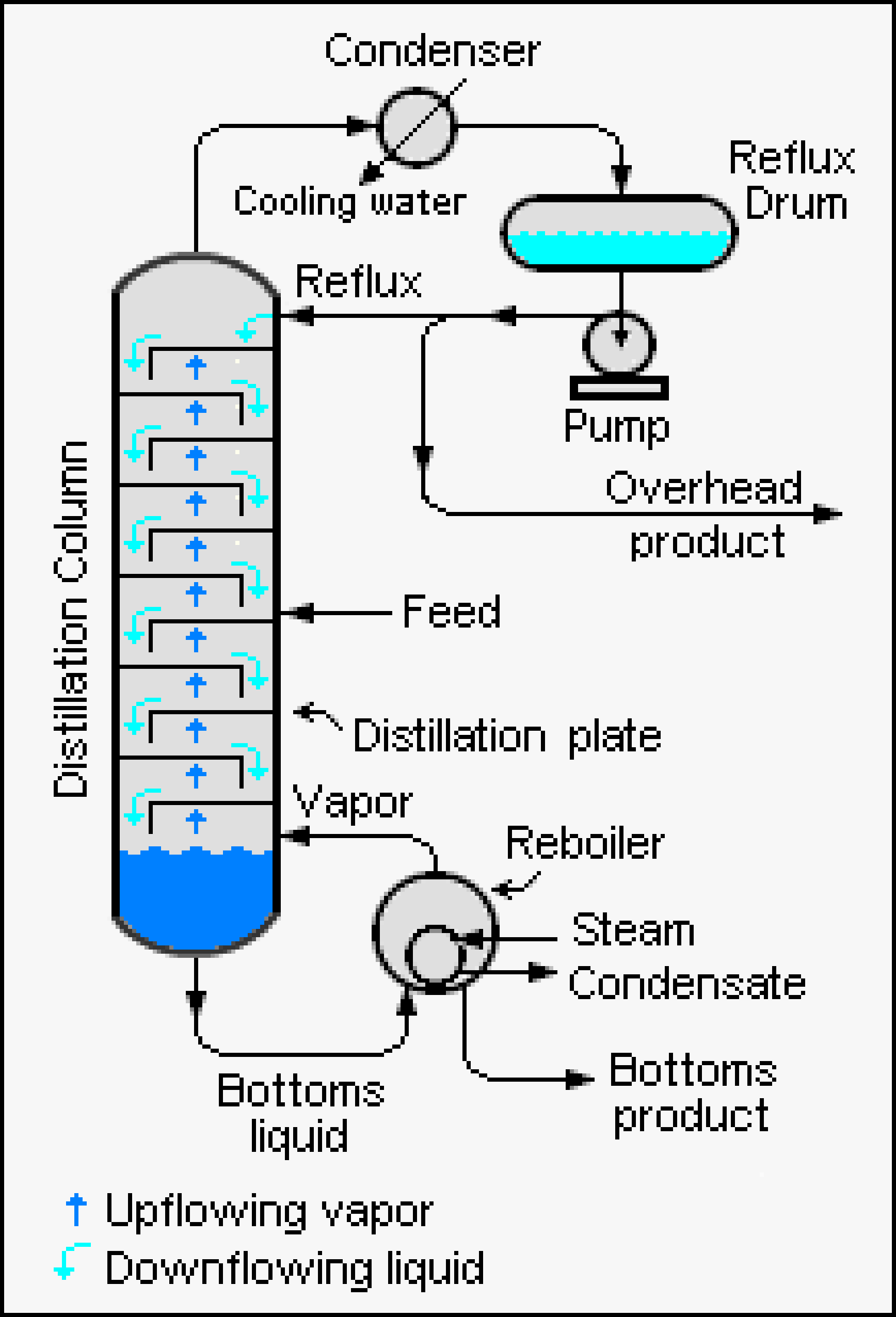
典型的な大規模工業用蒸留塔の概略図

2つの成分を含む液体混合物は、二成分混合物と呼ばれる。二成分混合物を蒸留する場合、2つの成分が完全に分離されることはほとんどない。通常、蒸留塔からの塔頂部分は、主に揮発性の高い成分と少量の揮発性の低い成分で構成され、塔底部分は、主に揮発性の低い成分と少量の揮発性の高い成分で構成される。
多くの成分を含む液体混合物は、多成分混合物と呼ばれる。多成分混合物を蒸留する場合、塔頂部分と塔底部分には、通常、1つまたは2つ以上の成分が含まれている。例えば、石油精製所の中間生成物には、炭素原子を1つ持つメタンから炭素原子を10個持つデカンまでの範囲のアルカン、アルケン、アルキンおよび炭化水素を含む多成分液体混合物がある。このような混合物を蒸留する場合、蒸留塔は次のように設計される場合がある。
- メタン（炭素原子1個）からプロパン（炭素原子3個）までの、より揮発性の高い成分を主に含む塔頂部分。

- イソブタン（炭素原子4個）からデカン（炭素原子10個）までの、より揮発性の低い成分を主に含む塔底部分。

このような蒸留塔は、通常、脱プロパン塔（Depropanizer）と呼ばれる。
設計者は、分離設計を支配する主要成分を、いわゆる軽質キー（Light key、LK）としてのプロパン、およびいわゆる重質キー（Heavy key、HK）としてのイソブタンと指定する。この文脈において、より軽い成分とは、沸点が低い（または蒸気圧が高い）成分を意味し、より重い成分とは、沸点が高い（または蒸気圧が低い）成分を意味する。
したがって、任意の多成分混合物の蒸留において、比揮発度はしばしば次のように定義される。
{\displaystyle \alpha ={\frac {(y_{LK}/x_{LK})}{(y_{HK}/x_{HK})}}=K_{LK}/K_{HK}}
比揮発度が1.05未満の場合、大規模な工業的蒸留はほとんど行われない。
{\displaystyle K}値は、温度、圧力、相組成の関数として、方程式、表、またはよく知られているデプリースター・チャートなどのグラフの形で、経験的または理論的に相関付けられている。
{\displaystyle K}値は、石油精製所、石油化学製品、化学プラント、天然ガス処理プラント、およびその他の産業における多成分混合物を蒸留するための大規模蒸留塔の設計に広く使用されている。